# Mika (tecknad serie)
Mika var en svensk tecknad serie utgiven i egen tidning med 1984, baserad på en TV-serie skapad av Arne Stivell.

## Tecknade serien
Serien handlade om den samiske pojken Mika och hans ren Ossian, vilka hamnade i flera episoder under ett längre övergripande äventyr som löpte genom alla tidningarna. Den skrevs av Kjell E. Genberg och tecknades av Georges Bess under pseudonymen Nisseman. Omslaget illustrerades av Bowen (Bengt Olof Wennerberg). Den fullständiga titeln på tidningen var Mika och renen Ossian på äventyr, och innehöll även avsnitt av serien Olli av Nils Egerbrandt. Den översattes och publicerades även i bland annat Finland och Nederländerna. Serien lades ner efter elva nummer samma år som den startades.
Britt Aurell var redaktör för Mika. Det första numret tecknades helt av Bowen och därefter kontrakterades Bess. Åtskilliga böcker och även filmer med samer skickades då till honom för att visa miljöer från sameland. Det sista avsnittet om Mika skrevs av författaren och journalisten Gunnar Ohrlander ("dr Gormander").

## TV-serien
TV-serien Mika sändes på svensk TV under 1984. Sammanlagt sex avsnitt à 30 minuter producerades.